# Altai (cidade)
Altai é uma cidade da Mongólia, capital e distrito subdivisional da província de Govi-Altay, no oeste do país.